# Campionati mondiali di sci nordico 1982
I Campionati mondiali di sci nordico 1982, trentaquattresima edizione della manifestazione, si svolsero dal 19 al 28 febbraio a Oslo, in Norvegia. Vennero assegnati tredici titoli.
Rispetto alle edizioni precedenti vennero introdotte due variazioni nel programma. Nella combinata nordica e nel salto con gli sci debuttarono le due gare a squadre; quella di salto era già stata disputata, come prova, nell'edizione del 1978, dove non aveva assegnato medaglie.
Un'altra rilevante novità fu introdotta nello sci di fondo in campo tecnico, con l'esordio di alcune gare a tecnica libera accanto a quelle tradizionali a tecnica classica.

## Risultati

### Uomini

#### Combinata nordica

##### Individuale
| Posizione | Atleta            | Nazione        | Punti   |
| --------- | ----------------- | -------------- | ------- |
| 1         | Tom Sandberg      | Norvegia       | 426,600 |
| 2         | Konrad Winkler    | Germania Est   | 426,560 |
| 3         | Uwe Dotzauer      | Germania Est   | 426,455 |
| 4         | Jouko Karjalainen | Finlandia      | 422,835 |
| 5         | Gunter Schmieder  | Germania Est   | 422,320 |
| 6         | Thomas Müller     | Germania Ovest | 418,400 |

19 febbraio

Trampolino: Holmenkollen K90

Fondo: 15 km

##### Gara a squadre
| Posizione | Nazione          | Atleti                                             | Punti   |
| --------- | ---------------- | -------------------------------------------------- | ------- |
| 1         | Germania Est     | Uwe Dotzauer Gunter Schmieder Konrad Winkler       | 1295,92 |
| 2         | Finlandia        | Jouko Karjalainen Rauno Miettinen Jorma Etalälahti | 1243,60 |
|           | Norvegia         | Hallstein Bøgseth Espen Andersen Tom Sandberg      | 1243,60 |
| 4         | Germania Ovest   | Hermann Weinbuch Thomas Müller Hubert Schwarz      | 1201,14 |
| 5         | Unione Sovietica | Sergej Červjakov Sergej Serikov Aleksandr Majorov  | 1191,36 |
| 6         | Svizzera         | Ernst Beetschen Karl Lustenberger Walter Hurschler | 1122,50 |

24 febbraio

Trampolino: Holmenkollen K90

Fondo: 3x10 km

#### Salto con gli sci

##### Trampolino normale
| Posizione | Atleta         | Nazione   | Punti |
| --------- | -------------- | --------- | ----- |
| 1         | Armin Kogler   | Austria   | 249,3 |
| 2         | Jari Puikkonen | Finlandia | 248,6 |
| 3         | Ole Bremseth   | Norvegia  | 245,8 |
| 4         | Matti Nykänen  | Finlandia | 244,4 |
| 5         | Andreas Felder | Austria   | 243,9 |
| 6         | Horst Bulau    | Canada    | 243,4 |

21 febbraio

Trampolino: Midtstubakken K85

##### Trampolino lungo
| Posizione | Atleta          | Nazione      | Punti |
| --------- | --------------- | ------------ | ----- |
| 1         | Matti Nykänen   | Finlandia    | 257,9 |
| 2         | Olav Hansson    | Norvegia     | 255,1 |
| 3         | Armin Kogler    | Austria      | 244,7 |
| 4         | Klaus Ostwald   | Germania Est | 242,6 |
| 4         | Ole Bremseth    | Norvegia     | 242,6 |
| 6         | Pentti Kokkonen | Finlandia    | 238,5 |

28 febbraio

Trampolino: Holmenkollen K120

##### Gara a squadre
| Posizione | Nazione      | Atleti                                                      | Punti |
| --------- | ------------ | ----------------------------------------------------------- | ----- |
| 1         | Norvegia     | Johan Sætre Per Bergerud Ole Bremseth Olav Hansson          | 718,5 |
| 2         | Austria      | Hans Wallner Hubert Neuper Armin Kogler Andreas Felder      | 717,6 |
| 3         | Finlandia    | Keijo Korhonen Jari Puikkonen Pentti Kokkonen Matti Nykänen | 670,8 |
| 4         | Germania Est | Holger Freitag Matthias Buse Klaus Ostwald Manfred Deckert  | 660,3 |
| 5         | Canada       | Ron Richards Steve Collins Horst Bulau                      | 625,7 |
| 6         | Stati Uniti  | Nils Stoltzlechner Reed Zuelhke Jeff Hastings John Broman   | 622,4 |

26 febbraio

Trampolino: Holmenkollen K120

#### Sci di fondo

##### 15 km
| Posizione | Atleta              | Nazione          | Tempo   |
| --------- | ------------------- | ---------------- | ------- |
| 1         | Oddvar Brå          | Norvegia         | 38:52,2 |
| 2         | Aleksandr Zav'jalov | Unione Sovietica | 39:02,1 |
| 3         | Harri Kirvesniemi   | Finlandia        | 39:02,3 |
| 4         | Jurij Burlakov      | Unione Sovietica | 39:14,4 |
| 5         | Oleksandr Batjuk    | Unione Sovietica | 39:19,8 |
| 6         | Juha Mieto          | Finlandia        | 39:24,7 |

23 febbraio

Tecnica libera

##### 30 km
| Posizione | Atleta              | Nazione          | Tempo     |
| --------- | ------------------- | ---------------- | --------- |
| 1         | Thomas Eriksson     | Svezia           | 1:21:52,3 |
| 2         | Lars Erik Eriksen   | Norvegia         | 1:22:13,9 |
| 3         | Bill Koch           | Stati Uniti      | 1:22:14,8 |
| 4         | Ove Aunli           | Norvegia         | 1:22:46,0 |
| 5         | Juha Mieto          | Finlandia        | 1.22.59,7 |
| 6         | Aleksandr Zav'jalov | Unione Sovietica | 1:23:00,7 |

20 febbraio

Tecnica libera

##### 50 km
| Posizione | Atleta              | Nazione          | Tempo     |
| --------- | ------------------- | ---------------- | --------- |
| 1         | Thomas Wassberg     | Svezia           | 2:32:00,9 |
| 2         | Jurij Burlakov      | Unione Sovietica | 2:32:34,8 |
| 3         | Lars Erik Eriksen   | Norvegia         | 2:32:49,9 |
| 4         | Oleksandr Batjuk    | Unione Sovietica | 2:33:19,6 |
| 5         | Asko Autio          | Finlandia        | 2:33:23,9 |
| 6         | Aleksandr Zav'jalov | Unione Sovietica | 2:34:48,3 |

27 febbraio

Tecnica classica

##### Staffetta 4x10 km
| Posizione | Nazione          | Atleti                                                               | Tempo     |
| --------- | ---------------- | -------------------------------------------------------------------- | --------- |
| 1         | Norvegia         | Lars Erik Eriksen Ove Aunli Pål Gunnar Mikkelsplass Oddvar Brå       | 1:56:27,6 |
|           | Unione Sovietica | Vladimir Nikitin Oleksandr Batjuk Jurij Burlakov Aleksandr Zav'jalov | 1:56:27,6 |
| 3         | Finlandia        | Kari Härkönen Aki Karvonen Harri Kirvesniemi Juha Mieto              | 1:58:49,4 |
| 3         | Germania Est     | Uwe Bellmann Uwe Wunsch Stefan Schicker Frank Schröder               | 1:58:49,4 |
| 5         | Svezia           | Thomas Wassberg Jan Ottosson Sven-Erik Danielsson Benny Kohlberg     | 1:59:39,4 |
| 6         | Germania Ovest   | Jochen Behle Stefan Dotzler Franz Schöbel Josef Schneider            | 2:00:36,1 |

25 febbraio

### Donne

#### Sci di fondo

##### 5 km
| Posizione | Atleta            | Nazione        | Tempo   |
| --------- | ----------------- | -------------- | ------- |
| 1         | Berit Aunli       | Norvegia       | 15:30,2 |
| 2         | Hilkka Riihivuori | Finlandia      | 15:35,6 |
| 3         | Brit Pettersen    | Norvegia       | 15:48,2 |
| 4         | Anette Bøe        | Norvegia       | 15:48,6 |
| 5         | Květa Jeriová     | Cecoslovacchia | 15:53,3 |
| 6         | Anna Pasiarová    | Cecoslovacchia | 15:59,8 |

22 febbraio

Tecnica libera

##### 10 km
| Posizione | Atleta            | Nazione        | Tempo   |
| --------- | ----------------- | -------------- | ------- |
| 1         | Berit Aunli       | Norvegia       | 29:25,9 |
| 2         | Hilkka Riihivuori | Finlandia      | 29:46,5 |
| 3         | Květa Jeriová     | Cecoslovacchia | 30:15,8 |
| 4         | Brit Pettersen    | Norvegia       | 30:17,9 |
| 5         | Anette Bøe        | Norvegia       | 30:20,6 |
| 6         | Marie Johansson   | Svezia         | 30:29,3 |

19 febbraio

Tecnica libera

##### 20 km
| Posizione | Atleta            | Nazione          | Tempo     |
| --------- | ----------------- | ---------------- | --------- |
| 1         | Raisa Smetanina   | Unione Sovietica | 1:06:16,9 |
| 2         | Berit Aunli       | Norvegia         | 1:06:20,3 |
| 3         | Hilkka Riihivuori | Finlandia        | 1:07:29,6 |
| 4         | Ljubov' Ljadova   | Unione Sovietica | 1:07:45,9 |
| 5         | Galina Kulakova   | Unione Sovietica | 1:07:47,6 |
| 6         | Marit Myrmæl      | Norvegia         | 1:07:57,3 |

26 febbraio

Tecnica classica

##### Staffetta 4x5 km
| Posizione | Nazione          | Atlete                                                                | Tempo     |
| --------- | ---------------- | --------------------------------------------------------------------- | --------- |
| 1         | Norvegia         | Anette Bøe Inger Helene Nybråten Berit Aunli Brit Pettersen           | 1:02:15,9 |
| 2         | Unione Sovietica | Ljubov' Ljadova Ljubov' Zabolotskaja Raisa Smetanina Galina Kulakova  | 1:02:29,6 |
| 3         | Germania Est     | Petra Sölter Carola Anding Veronika Schmidt Barbara Petzold           | 1:02:57,3 |
| 4         | Finlandia        | Marja-Liisa Kirvesniemi Helena Takalo Pirkko Määttä Hilkka Riihivuori | 1:03:08,5 |
| 5         | Cecoslovacchia   | Anna Pasiarová Dagmar Švubová Gabriela Svobodová Květa Jeriová        | 1:03:34,6 |
| 6         | Svezia           | Marie Johansson Maria Thulin Lena Carlzon Karin Lamberg               | 1:04:35,6 |

24 febbraio

## Medagliere per nazioni
| Posizione | Nazione          | Oro | Argento | Bronzo | Totale |
| --------- | ---------------- | --- | ------- | ------ | ------ |
| 1         | Norvegia         | 7   | 4       | 3      | 14     |
| 2         | Unione Sovietica | 2   | 3       | 0      | 5      |
| 3         | Svezia           | 2   | 0       | 0      | 2      |
| 4         | Finlandia        | 1   | 4       | 4      | 9      |
| 5         | Germania Est     | 1   | 1       | 3      | 5      |
| 6         | Austria          | 1   | 1       | 1      | 3      |
| 7         | Stati Uniti      | 0   | 0       | 1      | 1      |
|           | Cecoslovacchia   | 0   | 0       | 1      | 1      |